# 西門·比士利
西門·比士利（Simon Bisley；1962年3月4日—），又譯作賽門·畢斯力。生於英國，是一位受歡迎的漫畫家、插畫家。1991年以漫畫作品《Lobo the Last Czarnian》、《Batman Judge Dredd》征服美國漫畫市場，技驚四坐，漫畫公司從此爭相與他合作。

## 風格
西門·比士利的風格雖深受奇幻畫派（Fantasy Art）先驅法蘭克·法拉捷特（Frank Frazetta）影響，但呈現出來的風貌卻不盡相同。法拉捷特的畫有著一種舊日時光的幽雅，西門·比士利多呈現了現今社會的緊張及壓力。